# جيان سينغ
جيان سينغ (بالإنجليزية: Gian Singh) هو مصارع هاوي هندي، ولد في 2 يوليو 1959.

## وصلات خارجية
- جيان سينغ على موقع أوليمبيديا (الإنجليزية)